# Komični ep
Komični (lat. comicus, šaljiv) ali satirični ep (lat. satira ali satura, zmes, zabavljica, posmešnica), opeva kakšno smešno snov s satirično primesjo. Včasih so to parodije ali travestije. Parodija (grš. parodia, nasprotna pesem) je komična pesnitev, ki vzame obliko, ritem in besede neke resne pesmi, doda pa drugo, šaljivo vsebino. Komika je v tem, da se malopomembna snov ne prilega slovesni, resni obliki. Travestija (ital. travestire, preobleči) pa obdrži resno snov, a jo šaljivo predela v neprimerni obliki. Parodija in travestija nista vezani samo epsko pesništvo, nahajata se tudi v liriki.
Pri Grkih oponaša znana starogrška parodija »Boj med žabami in mišmi« (Batrachomyomachia) Homerjevo Iliado.
Med moderne satirične epe pa se prišteva  Byronov Don Juan. Podoba Don Juana se je udomačila v evropski književnosti in prešla celo v antonomazijo; predstavlja človeka, ki nemirno bega od ženske do ženske, a ne najde ideala svojega srca. Byron riše tu razuzdanega pustolovca, ki išče naslade po vsem svetu. Isti motiv je 1787 uporabil tudi Mozart za uglasbitev v istoimensko opero. (Don Giovanni; Il dissoluto punito ossia il Don Giovanni; 1787, KV 527).  